# Willem Wijnant
Willem Wijnant (Ninove, 16 juli 1961 - 13 augustus 2024) was een Belgisch professioneel wielrenner. Hij reed voor onder meer Lotto.

## Belangrijkste overwinningen
1982
- 3e etappe Ronde van België

1986
- Omloop van het Houtland

## Resultaten in voornaamste wedstrijden
| Jaar | Ronde van Italië | Ronde van Frankrijk | Ronde van Spanje |
| ---- | ---------------- | ------------------- | ---------------- |
| 1985 |                  |                     |                  |
| 1986 |                  |                     |                  |
| 1987 |                  |                     |                  |
| 1988 |                  | opgave              |                  |

| Jaar | Gent-Wevelgem | Ronde van Vlaanderen | Amstel Gold Race | Parijs-Brussel |
| ---- | ------------- | -------------------- | ---------------- | -------------- |
| 1985 |               |                      | 18e              | 37e            |
| 1986 |               |                      |                  | 10e            |
| 1987 |               | 68e                  |                  |                |
| 1988 | 21e           |                      |                  |                |